# Barranc de la Marrada
El Barranc de la Marrada, és un barranc del terme de Sant Esteve de la Sarga, a la zona de la vall de la Clua.
Es forma a 1.038 m. alt. al vessant nord del punt de trobada de la Serra del Sastret, a llevant, i el Serrat de Castellnou, a ponent. Des d'allí davalla cap al nord, després cap al nord-oest, fins que s'aboca en el barranc Gros al sud-est del Mas del Batlle.